# 判決 (テレビドラマ)
『判決』（はんけつ）は、1962年（昭和37年）10月16日から1966年（昭和41年）8月10日まで、NETテレビ（現・テレビ朝日）で放送されたテレビドラマである。全200回。

## 概要
法律事務所を舞台にした、社会派ドラマ。1965年テレビ記者会奨励賞受賞、日本弁護士連合会表彰作品。
1963年10月30日放送の「北僻の人」は芸術祭参加作品となった。
1966年8月10日放送の第200回「憲法第二十五条」で最終回となった。しかし、番組継続を要望する声は高く、芸能界・文化界にまで多く及んでいた。最終回放送前の8月3日には「ドラマ『判決』の放送継続を望む会」が初会合を行った。阿木翁助、南原繁、千田是也などを世話人とし、手塚治虫、白土三平、阿部知二、広津和郎、今井正、山本薩夫、棟方志功、小沢昭一、杉村春子、森光子など200人あまりが賛同者として名を連ねた。

## 放映時間
- 1962年10月16日 - 1963年4月2日：火曜日20時 - 21時
- 1963年4月10日 - 5月29日：水曜日20時 - 21時
- 1963年6月5日 - 9月25日：水曜日20時45分 - 21時45分
- 1963年10月2日 - 1966年8月10日：水曜日21時 - 22時

## キャスト
- 岡崎隆則弁護士：佐分利信
- 岸本昇弁護士：仲谷昇
- 井上圭子弁護士：河内桃子
- 田中文平弁護士：沢本忠雄
- 久保宏子弁護士：南風洋子
- 雨宮弁護士：尾上松緑
- 勝田五郎弁護士：山内明

## スタッフ
- 脚本：若杉光夫、高橋玄洋、寺島アキ子、本田英郎、生田直親、江上照彦、深沢一夫、阿部圭一 ほか
- 音楽：冬木透、渡辺浦人
- 演出：八橋卓
- 制作：NETテレビ

## 視聴率
最高視聴率:30.4%（1964年4月8日放送。「テレビ朝日開局60周年記念 年代別にすべて発表!! 番組視聴率ランキング」の1960年代視聴率ランキング　8位）

## 前後番組
| NET系 火曜20:00 - 21:00枠                                                        | NET系 火曜20:00 - 21:00枠                     | NET系 火曜20:00 - 21:00枠                           |
| 前番組                                                                           | 番組名                                        | 次番組                                              |
| -------------------------------------------------------------------------------- | --------------------------------------------- | --------------------------------------------------- |
| プロ野球中継 （20:00 - 21:30）                                                   | 判決 （1962年10月 - 1963年4月）               | プロ野球中継 （20:00 - 21:30）                      |
| NET系 水曜20:00 - 21:00枠                                                        |                                               |                                                     |
| ドクターキルデア ※木曜21:45枠へ移動                                              | 判決 （1963年4月 - 5月） ※枠移動。            | 鉄道公安36号 （20:00 - 20:45）判決（20:45 - 21:45） |
| NET系 水曜20:45 - 21:45枠                                                        |                                               |                                                     |
| 判決（20:00 - 21:00）蘭太郎 秘聞 （21:00 - 21:30）短い短い物語 （21:30 - 22:00） | 判決 （1963年6月～9月） ※45分繰下げ。         | 判決（21:00 - 22:00）                               |
| NET系 水曜21:00 - 22:00枠                                                        |                                               |                                                     |
| 判決（20:45 - 21:45）特別機動捜査隊 （21:45 - 22:45）                            | 判決 （1963年10月 - 1966年8月） ※15分繰下げ。 | 激戦                                                |

## リメイク
1978年（昭和53年）10月19日から1979年（昭和54年）4月19日まで、高橋英樹主演によるリメイク版が、テレビ朝日で放送された（全26回）。

### 続編
1979年（昭和54年）10月11日から1980年（昭和55年）4月24日まで、同じく高橋英樹が主演で同タイトル「判決」としてテレビ朝日で放送された。全26回。放送スタッフもある程度続投している。しかしこちらは和久峻三の小説を原作とし、弁護士・花吹省吾を主人公としている。

## 関連文献
- 日本放送作家組合（編）、1979年8月25日『テレビドラマ代表作選集 1979年版』日本放送作家組合、195–215頁。